# Sciția Mică

Oraşele antice principale şi coloniile din Sciţia Mică

Sciția Mică (în latină Scythia Minor, în greacă Μικρά Σκυθία, Mikrá Skythia) este numele sub care a fost cunoscut în antichitate actualul teritoriu al Dobrogei și Cadrilaterului. 
Cea mai veche descriere a regiunii îi aparține lui Herodot. Pe timpul acestuia, limita de nord era Delta Dunării, iar prima mențiune a numelui "Sciția Mică" (Mikrá Skythia) este în Geografia lui Strabon scrisă nu mai devreme de anul 20 î.Hr. și anul 23 d.Hr.
A fost parte a Daciei pentru o perioadă, după care regiunea a fost cucerită de către Imperiul Roman, devenind parte a provinciei Moesia Inferior. Cuprindea localitățile Tropaeum Traiani, Arrubium, Axiopolis, Beroe, Carsium, Capidava, Durostorum, Ibida, Ulmetum, Noviodunum, Sacidava, Salsovia, Aegyssus, Orgame, Histria, Tomis, Stratonis și Callatis. Din anul 395, provincia a făcut parte din Imperiul Bizantin. S-a menținut sub acest nume până în secolul al VII-lea când denumirea clasică a ieșit din uz.

## Economia
Până prin secolul IV economia locală se baza pe villae rusticae, asemenea restului Imperiului Roman. Asemenea villae au fost descoperite la Agighiol, Albești, Capidava, etc. Spre finalul acestui secol, ca urmare a invaziilor barbare constante, acestea încep în timp să fie abandonate.
Deja în secolele V-VI are loc o schimbare a raportului economic dintre așezările provinciei. Așezările fortificate, aproximativ 40, vor trece printr-un fenomen de agromerare, cauzate de transformarea sistemului de exploatare agricolă. Așezările mai mari vor deveni centre funciare, în timp ce cele mai mici, care reprezentau majoritatea, vor deveni centrele unor colectivități militar-agrare, asigurând așezărilor mari atât protecție militară cât și stabilitatea alimentară.